# Ramiz Alia
Ramiz Alia (Shkodër, 18 oktober 1925 - Tirana, 7 oktober 2011) was van 1985 tot 1991 partijleider in het communistische Albanië.

## Biografie
Alia werd op 18 oktober 1925 in Shkodër geboren, als zoon van een arm boerengezin met een islamitische achtergrond. Zijn ouders vluchtten naar Shköder vanwege de vervolging in het koninkrijk Joegoslavië. Niet veel later verhuisde het gezin naar Tirana waar Alia zijn jeugd doorbracht.

## Politieke carrière
Alia was tijdens de Tweede Wereldoorlog onder de Italiaanse bezetting aanvankelijk lid van de fascistische partij, maar in 1944 liep hij over naar de communisten. Na de oorlog was hij van 1945 tot 1955 leider van de (communistische) jeugdbeweging. In 1955 werd hij minister van cultuur. In 1956 werd Alia in het centraal comité van de Albanese Arbeiderspartij gekozen en kandidaat-lid van het politbureau. In 1960 werd hij stemgerechtigd lid van het politbureau. In 1982 werd Alia benoemd tot president van de Albanese Socialistische Volksrepubliek.
Na de dood van de Albanese dictator Enver Hoxha in 1985 werd Alia tevens secretaris-generaal van de Albanese Arbeiderspartij. Direct na zijn aantreden als secretaris-generaal (de belangrijkste man van Albanië) voerde hij minimale economische hervormingen door. Aanvankelijk leek er na de val van de Berlijnse Muur en de andere communistische regimes in Oost-Europa niets te gebeuren in Albanië, maar in 1990 werd de situatie in Albanië rumoeriger en in december braken er studentenrellen uit. Alia voerde vervolgens een meerpartijenstelsel in en besloot religie weer tot een legale aangelegenheid te verklaren. (Albanië was sinds de jaren zeventig volgens Hoxha 'De eerste atheïstische staat ter wereld'.) In 1991 trad Alia als partijleider af, maar hij bleef president. In 1992 werd Sali Berisha, een tegenstander van Alia, president.
In 1993 werd Alia tot een gevangenisstraf veroordeeld wegens machtsmisbruik en schending van de burgerrechten. In 1997 wist hij gebruik te maken van de algehele chaos in het land en vluchtte uit de gevangenis en dook onder in het buitenland. Later verbleef hij weer in Albanië alwaar hij overleed in 2011.